# Barbara Madejczyk
Barbara Madejczyk (ur. 30 września 1976 w Ustce) – polska lekkoatletka specjalizująca się w rzucie oszczepem, rekordzistka Polski.

## Kariera
Na początku kariery odpadła w eliminacjach mistrzostw Europy juniorów w roku 1995. Osiem lat później zdobyła na uniwersjadzie w Daegu złoty medal. Podczas igrzysk olimpijskich w Atenach (2004) była dwunasta, a na mistrzostwach świata w Helsinkach (2005) odpadła w eliminacjach. W 2005 dwukrotnie poprawiała rekord Polski rzucając 61,72 (18 czerwca we Florencji) oraz 63,03 (3 września w Paryżu). Podczas zawodów pucharu Europy – 28 czerwca 2006 – ustanowiła rekord Polski wynikiem 64,08 (w 2016 wyrównany, a następnie pobity, przez Marię Andrejczyk). W 2006 była siódma na mistrzostwach Europy, a w 2007 dziewiąta podczas mistrzostw świata. Finalistka igrzysk olimpijskich w Pekinie. W 2010 przeszła operację usunięcia nowotworu. Wielokrotna reprezentantka Polski w pucharze świata, pucharze Europy oraz drużynowych mistrzostwach Europy. 
Piętnastokrotna medalistka mistrzostw Polski seniorów: ma w dorobku pięć złotych medali (Bielsko-Biała 2003, Bydgoszcz 2004, Biała Podlaska 2005, Bydgoszcz 2006 i Toruń 2013), sześć srebrnych (Kraków 2000, Szczecin 2002, Poznań 2007, Szczecin 2008, Bydgoszcz 2009 i Szczecin 2014) oraz cztery brązowe (Bydgoszcz 1997, Wrocław 1998, Bydgoszcz 2001 i Bydgoszcz 2011). 
Rekord życiowy: 64,08 (28 czerwca 2006, Malaga). 

## Osiągnięcia
| Rok  | Impreza                                 | Miejsce               | Lokata            | Wynik |
| ---- | --------------------------------------- | --------------------- | ----------------- | ----- |
| 1995 | Mistrzostwa Europy juniorów             | Nyíregyháza           | el. – 15. miejsce | 46,30 |
| 2003 | Uniwersjada                             | Daegu                 | 1. miejsce        | 56,23 |
| 2004 | Superliga pucharu Europy                | Bydgoszcz             | 6. miejsce        | 56,10 |
| 2004 | Igrzyska olimpijskie                    | Ateny                 | 12. miejsce       | 58,22 |
| 2005 | Superliga pucharu Europy                | Florencja             | 2. miejsce        | 61,72 |
| 2005 | Mistrzostwa świata                      | Helsinki              | el. – 16. miejsce | 57,14 |
| 2005 | DécaNation                              | Paryż                 | 1. miejsce        | 63,03 |
| 2006 | Superliga pucharu Europy                | Malaga                | 1. miejsce        | 64,08 |
| 2006 | Mistrzostwa Europy                      | Göteborg              | 7. miejsce        | 59,92 |
| 2006 | Światowy finał lekkoatletyczny IAAF     | Stuttgart             | 7. miejsce        | 57,87 |
| 2006 | Puchar świata                           | Ateny                 | 4. miejsce        | 59,63 |
| 2007 | Superliga pucharu Europy                | Monachium             | 3. miejsce        | 59,36 |
| 2007 | Mistrzostwa świata                      | Osaka                 | 9. miejsce        | 58,37 |
| 2007 | Światowy finał lekkoatletyczny          | Stuttgart             | 4. miejsce        | 60,03 |
| 2008 | Igrzyska olimpijskie                    | Pekin                 | 7. miejsce        | 62,02 |
| 2008 | Światowy finał lekkoatletyczny IAAF     | Stuttgart             | 7. miejsce        | 56,71 |
| 2009 | Superliga drużynowych mistrzostw Europy | Leiria                | 8. miejsce        | 53,52 |
| 2013 | Zimowy puchar Europy w rzutach          | Castellón de la Plana | 3. miejsce        | 54,23 |
| 2013 | Superliga drużynowych mistrzostw Europy | Gateshead             | 5. miejsce        | 55,23 |
| 2014 | Superliga drużynowych mistrzostw Europy | Brunszwik             | 8. miejsce        | 52,32 |